# Tony Meier
Anthony „Tony” Meier (ur. 3 czerwca 1990 w Wildwood) – amerykański koszykarz, występujący na pozycji skrzydłowego, aktualnie zawodnik Kinga Szczecin.
W sezonie 2014/15 reprezentował barwy Polpharmy Starogard Gdański.
Przed podpisaniem kontraktu w Starogardzie występował w drugiej lidze australijskiej oraz w Portugalii.
21 sierpnia 2019 dołączył do Stelmetu BC Zielona Góra. 14 czerwca 2021 zawarł kolejną w karierze umowę ze Stelmetem. 26 lipca 2022 został zawodnikiem Kinga Szczecin.

## Osiągnięcia
Stan na 18 czerwca 2024, na podstawie, o ile nie zaznaczono inaczej.
NCAA
- Zaliczony do składu Horizon League Winter All-Academic Team (2011)
- Wybrany do Capital One Academic All-Region Team (2012)
- Laureat nagród:
  - NACDA Division I-AAA Scholar-Athlete (2011)
  - Division I-AAA Athletic Directors Association Scholar-Athlete (2012)

Klubowe
- Mistrz:
  - Czech (2017)
  - Polski (2020, 2023[8])
- Wicemistrz:
  - Grecji (2019)
  - Polski (2024)[9]
- Zdobywca:
  - Pucharu Czech (2017)
  - Superpucharu Polski (2021[10], 2023[11])

Indywidualne
- Zaliczony do:
  - I składu kolejki EBL/OBL (9 – 2021/2022, 7, 16, 22, 27 – 2022/2023, 9 – 2023/2024)[12][13][14][15][16][17]
  - III składu EBL (2020 przez dziennikarzy)[18]